# Alessio D'Ascenzo
Alessio D'Ascenzo (Milano, 10 marzo 1979) è un ex giocatore di football americano, allenatore di football americano e dirigente sportivo italiano.
È stato Presidente della squadra milanese di football americano Rhinos Milano nel biennio 2009-2010, e nuovamente dal luglio 2014 al 2017. Nel 2016, durante la sua seconda presidenza, i Rhinos Milano sono tornati Campioni d'Italia 26 anni dopo l'ultima volta.
In precedenza è stato giocatore dei Rhinos Milano dal 2001 al 2007, giocando nel ruolo di Running Back, e vice Presidente della squadra dal 2002 al 2008.
Nei Rhinos Milano ha ricoperto inoltre le cariche di allenatore dei Running Back dal 2007 al 2010 e di capo allenatore della formazione juniores (under21) nel 2006 e nel 2007 e della formazione under23 nel 2008.
Nel 2012 è stato offensive coordinator della squadra francese di football americano Quarks de Villebon-Longjumeau, diventatone capo allenatore nel biennio 2013-2014.